# Stadio Romeo Menti (Vicenza)
Das Stadio Romeo Menti steht in der italienischen Stadt Vicenza in der gleichnamigen Provinz, Region Venetien. Im Fußballstadion mit überdachter Haupttribüne trägt der Fußballverein Vicenza Calcio seine Begegnungen aus. Die Sportanlage wurde im Jahr 1935 unter dem Namen Stadio Comunale eröffnet und am Anfang mit einer Leichtathletikanlage ausgestattet.

## Geschichte
Im Zweiten Weltkrieg wurde die Anlage zerstört. Wenige Monate später war zumindest das Feld wieder bespielbar. 1947 wurde die Spielstätte mit 17.000 Plätzen wieder aufgebaut und die Laufbahn entfernt. Der Stadtrat von Vicenza beschloss 1949 das Stadion nach dem Fußballspieler Romeo Menti zu benennen, der bei dem Flugunfall von Superga am 4. Mai 1949 ums Leben kam. Vier Jahre danach begann der Ausbau auf 30.000 Plätze. Mit den Jahren gab es immer wieder Renovierungsarbeiten am Stadion und Ende der 1970er Jahre fasste die Sportstätte 33.000 und 1985 28.000 Zuschauer.
Im November 1989 kam es zum bis heute einzigen Länderspiel der italienischen Nationalmannschaft in Vicenza.
- 11. November 1989:  Italien –  Algerien 1:0 (Freundschaftsspiel)

Den Vorschriften angepasst lag die Kapazität Ende der 1990er Jahre bei 20.920 Zuschauern. Vor ein paar Jahren entfernte man die vorderen Stützen des Daches, da sie die Zuschauer und die Fernsehkameras in der Sicht behinderten. Danach passten 16.012 Zuschauer in die Spielstätte.
Im Sommer 2007 setzte man die neue Verordnung zur Stadionsicherheit um. Es wurden Drehkreuze an den Eingängen installiert, das Videoüberwachungssystem verbessert und mehr Sicherheitspersonal im Stadion aufgestellt. Damit verringerte sich Platzzahl auf 12.000.  Die Kosten dafür trug allein der Verein Vicenza Calcio. Die Stadt senkte dafür die Miete der Sportanlage bis ein neues Stadion gebaut ist.